# John Quincy Adams
John Quincy Adams (Braintree, Massachusetts, 11 juli 1767 – Washington D.C., 23 februari 1848) was de 6e president van de Verenigde Staten van 1825 tot 1829.
Hij was de zoon van John Adams, de tweede president van de Verenigde Staten. Hij studeerde aan de Universiteit Leiden tijdens het gezantschap van zijn vader in Nederland. Hij vervulde ook een aantal gezantschappen (onder andere Nederland 1794-1797). Als gezant vervulde hij een sleutelrol in de onderhandeling van belangrijke verdragen, in het bijzonder het Vredesverdrag van Gent (1814), dat een einde maakte aan de Oorlog van 1812. Hij was van 1817 tot 1825 minister van Buitenlandse Zaken. Adams wordt ook beschouwd als de bedenker van de Monroe Doctrine, wat een belangrijk politiek beginsel zou vormen voor het 19e-eeuwse Amerika.
Adams werd president na de zwaarbevochten verkiezingen van 1824, waarin hij Andrew Jackson versloeg. Zijn presidentschap volgde 24 jaar na dat van zijn vader. Het was voor het eerst in de Verenigde Staten dat een zoon van een president zelf ook president werd (later gebeurde dit nogmaals met George H.W. Bush en George W. Bush). Het presidentschap van John Quincy Adams duurde, net als dat van zijn vader, slechts één termijn. Het werd geen groot succes, omdat hij met zijn visie van een sterk centraal gezag zijn tijd vooruit was.
Adams is tot nu toe de enige president die na het einde van zijn ambtstermijn terugkeerde naar het Congres. Hij werd in 1831 verkozen als lid van het Huis van Afgevaardigden en zou deze functie blijven behouden tot aan zijn dood in 1848. Laat in zijn leven ontpopte hij zich tot een vurig tegenstander van de slavernij.
Hij was tevens de eerste president (naar ambtstermijn) van wie een foto bekend is.

## Levensloop

### Jeugd en opleiding

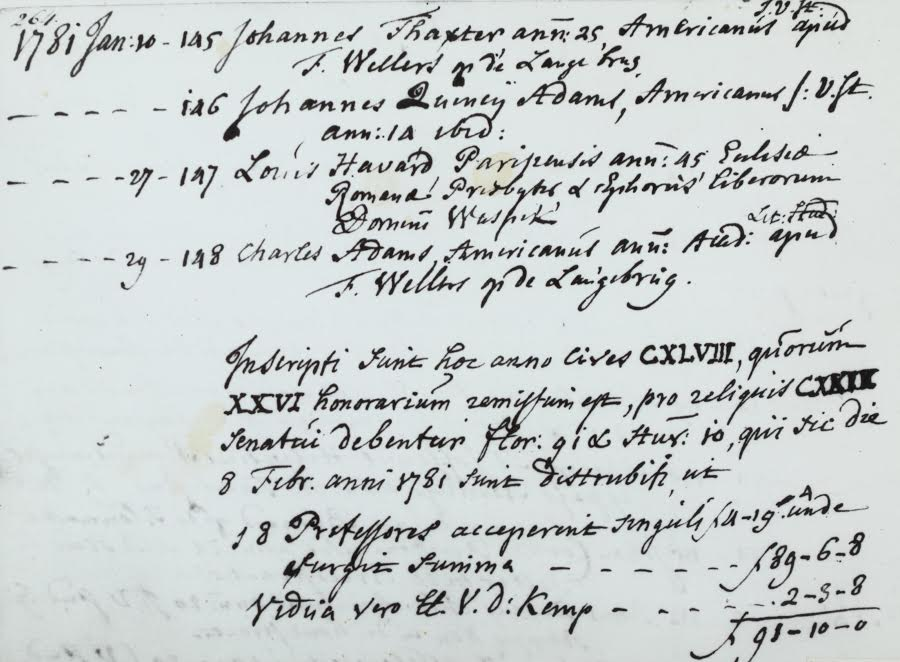
Inschrijvingsbewijs van Adams aan de Universiteit Leiden (1781, nr. 146)

John Quincy Adams was de zoon van John Adams en Abigail Adams (geboortenaam Smith). Hij werd vernoemd naar kolonel John Quincy, de grootvader van zijn moeder. Zijn vader was van 1778 tot 1779 de Amerikaanse ambassadeur in Frankrijk en van 1780 tot 1782 in Nederland. Zijn zoon vergezelde hem op deze reizen en bracht zo een groot deel van zijn jeugd in het buitenland door.
De jonge Adams studeerde aan de Leidse universiteit. Op veertienjarige leeftijd vergezelde hij Francis Dana op missie naar Sint-Petersburg in Rusland. Hij verbleef in Finland, Zweden en Denemarken. Het vele reizen in zijn jeugd zorgde ervoor dat hij zijn talenkennis goed kon ontwikkelen, zo sprak hij vloeiend Nederlands en Frans. Tijdens zijn jeugd werd hij klaargestoomd voor een leven in de politiek. Zijn vader wees hem op zijn bevoorrechte positie en was van mening dat John Quincy zijn privileges moest gebruiken in dienst van zijn land.
Terug in de Verenigde Staten meldde hij zich aan bij Harvard en behaalde daar in 1787 een Bachelor of Arts. Daarna ging hij twee jaar in de leer bij een advocaat. Terug aan Harvard behaalde Adams ook een Master of Arts. In 1791 werd hij toegelaten tot het beroep van advocaat.

### Ambassadeur in Nederland, Portugal en Pruisen
Adams liet voor de eerste keer van zich horen op het nationale toneel door een serie artikelen waarin hij de beslissing van de eerste Amerikaanse president George Washington loofde om zich niet te mengen in de Franse Revolutie. De president benoemde Adams in 1793 als ambassadeur in Nederland. Adams was niet blij met de benoeming. Hij was tevreden met zijn rustige leventje in Massachusetts en ging slechts na aandrang van zijn vader in op de benoeming. Op weg naar Nederland leverde Adams een aantal documenten af bij John Jay die op dat moment met Groot-Brittannië in onderhandelingen was verwikkeld om een mogelijke handelsoorlog af te wenden. Na Nederland volgde er een ambassadeurschap in Portugal (1796) en Pruisen (1797). Vier jaar later keerde hij terug naar de VS.

### Senator
Terug in Amerika ging Adams aanvankelijk weer aan de slag in de advocatuur. In 1802 werd hij gekozen in de staatssenaat van Massachusetts. Datzelfde jaar stelde hij zich namens de Federalistische Partij kandidaat voor het Huis van Afgevaardigden, maar verloor de verkiezingen. Een jaar later werd hij wel gekozen in de Senaat. In diezelfde periode ging Adams ook op Harvard aan de slag als professor in de retorica. In de Senaat steunde hij de Louisiana Purchase en de Embargo Act van president Thomas Jefferson, waardoor hij de steun verloor van de Federalisten in zijn thuisstaat. Leden van het Congres werden destijds nog niet rechtstreeks door het volk gekozen, maar door de volksvertegenwoordiging van de betreffende staat. De Federalisten in Massachusetts waren in de meerderheid in de wetgevende Kamers in hun thuisstaat en vervingen Adams in juni 1808 voor iemand anders. Adams brak vervolgens met zijn eigen partij en maakte de overstap naar de Democratisch-Republikeinse Partij.

### Ambassadeur in Rusland en Groot-Brittannië

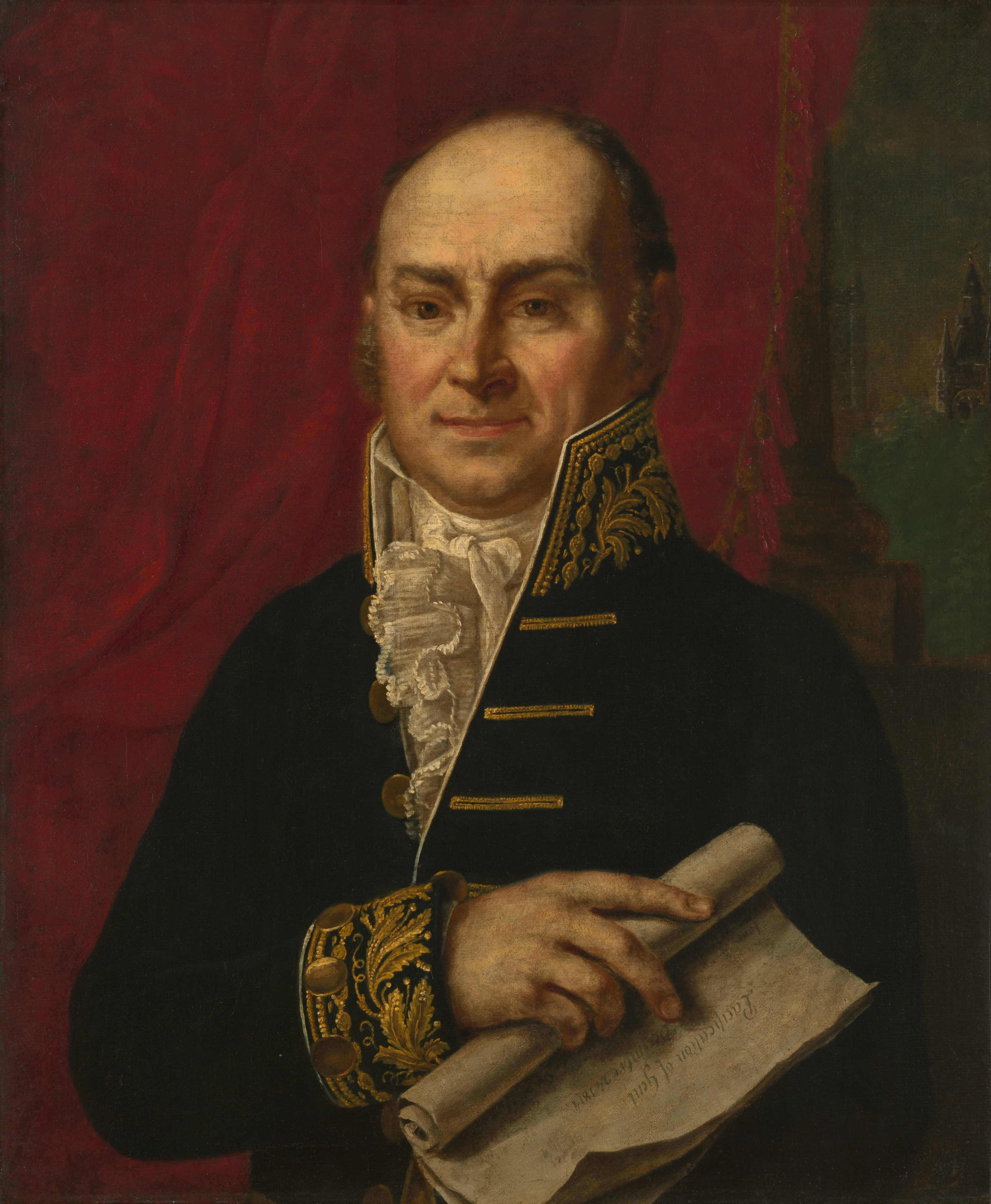
John Quincy Adams in 1815 als ambassadeur in Groot-Brittanië

President James Madison benoemde Adams in 1809 als de eerste Amerikaanse ambassadeur in Rusland. Vrijwel direct bij aankomst vroeg hij de Russische tsaar Alexander I van Rusland om Denemarken onder druk te zetten om verschillende Amerikaanse zeemannen en schepen vrij te laten. Denemarken was op dat moment in een oorlog verwikkeld met Groot-Brittannië. Denemarken had echter niet alleen Britse schepen aangevallen, maar ook Amerikaanse schepen. Denemarken werkte mee aan het verzoek en de Amerikaanse schepen en schippers keerden terug naar de VS.
Adams werd in 1811 voorgedragen als rechter in het Hooggerechtshof, maar wees die voordracht af. In 1812 rapporteerde hij over Napoleons invasie van en terugtocht uit Rusland. In 1812 waren de Amerikanen intussen met Groot-Brittannië in oorlog geraakt, maar aan de verliezende hand. De VS ging in op een aanbod van de tsaar om te bemiddelen tussen beide partijen. De Britten gingen daar echter niet in mee. Adams werd in 1814 teruggeroepen uit Rusland om leiding te geven aan het team dat de onderhandelingen voerde met Groot-Brittannië om de oorlog te beëindigen. Dit mondde uiteindelijk uit in de Vrede van Gent.
Daarna was Adams nog twee jaar ambassadeur in Groot-Brittannië, een post die eerder ook zijn vader vervulde.

### Minister van Buitenlandse Zaken
President James Monroe vroeg Adams in 1817 als zijn minister van Buitenlandse Zaken. In die hoedanigheid sloot hij met Spanje in 1818 het Adams-Onísverdrag. Daarin zegde Spanje toe om Florida over te dragen aan de VS. In het westen gaven de Verenigde Staten hun aanspraken op Texas en andere gebieden onder Spaanse heerschappij op, en werd een wederzijds geaccepteerde grens vastgesteld: langs de Red River, de Arkansas en de tweeënveertigste breedtegraad.
Met Groot-Brittannië sloot Adams het Verdrag van 1818. Daarmee werden een aantal grensconflicten opgelost en werd de basis gelegd voor een betere relatie met buurland Canada.
Op het moment dat Monroe aan de macht kwam probeerde verschillende Europese landen, met name Spanje, om haar controle op Zuid-Amerika weer te vergroten. In 1821 op Onafhankelijkheidsdag hield Adams een toespraak waarin hij liet weten dat de Verenigde Staten de onafhankelijkheidsbewegingen in de verschillende landen in moreel opzicht wel steunde, maar nooit door middel van gewapend ingrijpen. Daarmee was hij een belangrijke architect van wat bekend kwam te staan als de Monroedoctrine. Adams staat bekend als een van de belangrijkste ministers van Buitenlandse zaken in de Amerikaanse geschiedenis. Als minister van Buitenlandse Zaken zei hij in een toespraak op 4 juli 1821 dat de VS "niet naar het buitenland gaat op zoek naar monsters om te vernietigen". Die uitspraak is als leitmotiv overgenomen door het Quincy Institute for Responsible Statecraft, een naar hem genoemde denktank die pleit voor een pragmatisch buitenlands beleid.

### President
De bevolking van New England bewonderde Adams patriottisme en zijn politieke vaardigheid. Met name door hun steun stelde Adams zich in 1824 kandidaat voor het presidentschap. Door de teloorgang van de Federalistische Partij had hij alleen te maken met tegenstand van binnen zijn eigen partij, de Democratisch-Republikeinse Partij. Zijn tegenstanders waren John C. Calhoun, William Crawford, Henry Clay en Andrew Jackson. Gedurende de campagne trok Calhoun zich terug en werd Crawford ziek, waardoor er drie serieuze kandidaten overbleven. Jackson verkreeg de meeste kiesmannen, maar geen absolute meerderheid. Daarom moest een stemming in het Huis van Afgevaardigden de doorslag geven. Clay was voorzitter van het Huis van Afgevaardigden en moest niets van Jackson weten. Hij steunde Adams die zo als president werd gekozen. John Quincy Adams was de eerste en tot nu toe (2021) enige president die geen eed aflegde op de Bijbel, maar op de grondwet omdat hij een fervent voorstander was van scheiding van kerk en staat.
Adams lanceerde een uitgebreid programma op de binnenlandse infrastructuur te verbeteren. Zo werd begonnen met de aanleg van het Chesapeake and Ohio Canal en kwam er een verbinding tot stand tussen de Ohio en de Grote Meren. Hij stelde de stichting van een nationale universiteit en federale steun voor de wetenschap en de kunst voor. Als president was hij voorstander van hoge belastingtarieven om zo de bouw van industrie te kunnen betalen. Ook wilde hij slechts beperkte landverkoop toe staan om te voorkomen dat de kolonisten te snel richting het westen zouden trekken. Adams had echter vanaf 1827 te maken met een vijandig Congres waardoor veel van zijn voorstellen werden afgeschoten. Hij slaagde er wel in de staatsschuld terug te brengen van 16 miljoen dollar naar 5 miljoen dollar.
In Europa brak in 1821 de Griekse Onafhankelijkheidsoorlog uit. De Amerikaanse publieke opinie stond achter de Grieken die het Ottomaanse juk probeerden af te gooien. Henry Clay, zijn Minister van Buitenlandse Zaken, wilde dat de VS Griekenland militair zou steunen, maar Monroe was daar tegen.
Jacksons nederlaag in 1824 had hem verbitterd en hij was er op gebeten de presidentsverkiezingen van 1828 wel te winnen. In de campagne kreeg Jackson te maken met persoonlijke aanvallen vanuit het kamp van Adams; daarbij speelde de omstandigheid dat Jacksons vrouw Rachel tijdens hun huwelijk nog niet gescheiden bleek te zijn van een eerste echtgenoot, een grote rol. De Democraten aan de andere kant schilderden Adams af als "elitair", terwijl Jackson de "man van het volk" was. De verkiezingen eindigden in een nederlaag voor Adams.
Adams' presidentschap staat bekend als onvruchtbaar, mede dankzij zijn onwrikbare ideologie. Als president hield hij vast aan zijn principes en stond geenszins open voor compromissen met politieke tegenstanders. Zijn politieke ideeën waren vooruitstrevend voor zijn tijd en zijn onvermogen om water bij de wijn te doen, zorgde ervoor dat hij in zijn vier jaar als president weinig voor elkaar kreeg.

### Afgevaardigde
Na zijn periode als president werkte Adams aan een biografie over zijn vader, maar had hier geen plezier in. In zijn dagboek schreef hij een doel te missen. Na zijn korte periode van politieke absentie werd hij gekozen in het Huis van Afgevaardigden. Daarin had hij van 1831 tot zijn dood in 1848 zitting. In 1833 stelde hij zich namens de Antivrijmetselaarspartij kandidaat voor het gouverneurschap van Massachusetts. Geen van de kandidaten behaalde een absolute meerderheid. De Wetgevende Vergadering van die staat moest toen de knoop doorhakken. Adams trok zich vervolgens terug ten faveure van John Davis.
In 1829 overleed James Smithson. Hij liet zijn geld na aan de Amerikaanse overheid om een leerinstituut te bouwen. Veel politici wilden het geld voor andere doeleinden gebruiken, maar Adams zorgde ervoor dat met het geld uiteindelijk het Smithsonian Institution werd gebouwd.
Adams, die zijn hele leven lang al een tegenstander was van de slavernij, gebruikte zijn nieuwe positie om die slavernij verder te bekritiseren. In het Congres was een regel ("gag rule") ingevoerd die moest verhinderen dat het onderwerp zou worden besproken. De voormalige president trok zich daar echter niks van aan en kwam toch met voorstellen. Zijn politieke opponenten wilden toen zijn spreekrecht beperken. Het debat daarover gebruikte Adams om de slavenhouders fel te bekritiseren. Hij stelde dat wanneer hij beperkt zou worden in zijn spreekrecht hij zou opstappen als Afgevaardigde, zich verkiesbaar zou stellen voor het presidentschap en met groot gemak zou worden gekozen. Toen zijn opponenten realiseerden dat ze Adams zo in de kaart speelden, probeerde ze het debat over de inperking van zijn spreekrecht te laten dood bloeden. Adams liet dat niet toe en het debat sleepte zich voort. Een stemming twee weken later viel in zijn voordeel uit.
Samen met Henry Clay was hij een van de politieke leiders van de abolitionistische beweging. Zij keerden zich beiden tegen de annexatie van Texas en de Amerikaans-Mexicaanse Oorlog, omdat dit uiteindelijk zou leiden tot een burgeroorlog. Zij zagen het als een poging van de zuidelijke staten om het gebied waar slavernij was toegestaan te vergroten.
In 1841 verdedigde Adams de gevangenen van de Amistad voor het Hooggerechtshof. Dit was een groep gevangenen die illegaal waren ontvoerd in Afrika en als slaven zouden worden verkocht. Zij kwamen echter in opstand. De Afrikanen werden later gearresteerd op het vaartuig nabij Long Island in de staat New York door de United States Navy. De rechtszaken die hieruit voortvloeiden, gaven de abolitionistische beweging een duwtje in de rug.
In 1840 kwam een federale rechtszaak tot het besluit dat het initiële transport van de Afrikanen over de Atlantische Oceaan (dat niets met de Amistad te maken had) onwettig was, gezien de internationale slavenhandel verboden werd. De gevangenen waren bijgevolg geen wettige slaven, maar vrije individuen. Verder hadden de Afrikanen, gezien hun illegale beknotting, het recht om elke wettige maatregel te nemen om hun vrijheid te vrijwaren, waaronder met het gebruik van geweld. Het Amerikaanse Hooggerechtshof bevestigde deze bevindingen op 9 maart 1841.

### Overlijden
Op 20 november 1846 kreeg Adams een beroerte waarvan hij nooit meer volledig zou herstellen. Hij stierf op 23 februari 1848 in het gebouw van het Capitool aan een hersenbloeding op 80-jarige leeftijd. Adams ligt begraven in de grafkelder van de United First Parish Church in Quincy, naast zijn ouders en zijn vrouw.

## Gezin

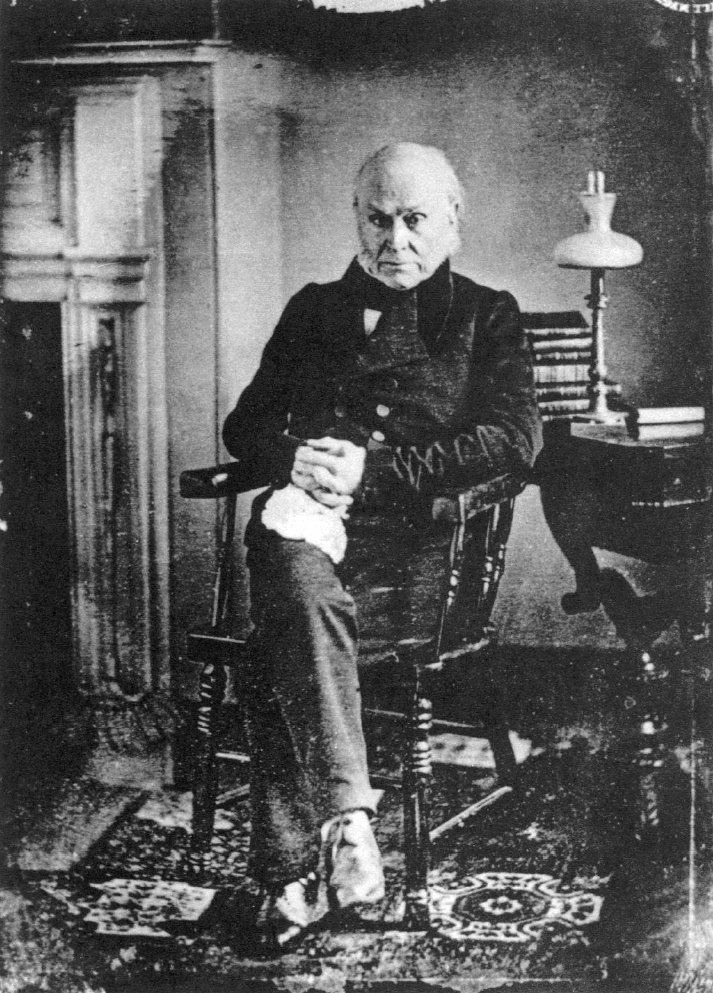
Daguerreotypie van John Quincy Adams, gemaakt tussen 1843 en 1847

John Quincy Adams trouwde in 1797 met Louisa Catherine Johnson, die hij ontmoet had in Londen. Het huwelijk vond aldaar plaats in All Hallows-by-the-Tower. Ze kregen drie zonen en een dochter. Hun dochter Louisa werd in 1811 geboren maar stierf in 1812 toen de familie in Rusland was. Ze noemden hun eerste zoon George Washington Adams (1801-1829) naar de eerste president van de VS. George en hun tweede zoon, John (1803-1834), hadden een turbulent leven en stierven jong. (George pleegde zelfmoord, terwijl John van Harvard werd gestuurd en overleed als alcoholist).
Adams’ jongste zoon, Charles Francis Adams (die zijn eigen zoon naar zijn vader, John Quincy, noemde), bouwde ook een carrière in diplomatie en politiek uit. In 1870 bouwde Charles om zijn vader te eren de eerste ‘memorial presidential library’. De ‘Stone Library’ bevat meer dan 14.000 boeken, geschreven in twaalf talen. De bibliotheek bevindt zich in “the Old House” (ook wel Peacefield genoemd) in Adams National Historical Park in Quincy, Massachusetts.

## Persoonlijkheid en nalatenschap
Adams' persoonlijkheid en politiek geloof waren vergelijkbaar met die van zijn vader, John Adams. Hij was niet erg sociaal en prefereerde een boek boven gezelschap. Tijdens zijn presidentschap worstelde hij met een hardnekkige depressie. Zelf gaf hij de hoge verwachtingen van zijn vader en moeder de schuld voor zijn slechte mentale gesteldheid. Adams had diep respect voor zijn vader, maar een moeilijke relatie met zijn moeder. Zijn moeder sprak regelmatig haar hoge verwachtingen over haar kinderen uit, bang als ze was dat haar kinderen alcoholisten zouden worden, zoals haar broer.
Adams staat bekend als een van de meest effectieve diplomaten en ministers van buitenlandse zaken in de Amerikaanse geschiedenis. Zijn presidentschap wordt echter meestal als middelmatig gezien. Adams was een van de eerste grote politieke leiders die zich afvroeg of de Verenigde Staten nog wel verenigd zouden kunnen voortbestaan zolang er slavernij was. Hij schreef hierover in zijn dagboek: "Het vestigt valse opvattingen van deugd en ondeugd: want wat kan valser en hartelozer zijn dan deze doctrine die de eerste en heiligste rechten van de mensheid afhankelijk maakt van de huidskleur?"

## Kabinetsleden onder Adams
| Kabinetsleden      | Ministerie         | Periode     | Bijzonderheden                                |
| ------------------ | ------------------ | ----------- | --------------------------------------------- |
| Henry Clay         | Buitenlandse Zaken | 1825 - 1829 |                                               |
| James Barbour      | Oorlog             | 1825 - 1828 |                                               |
| Richard Rush       | Financiën          | 1825 - 1829 | Minister van Justitie onder Madison en Monroe |
| William Wirt       | Justitie           | 1825 - 1829 | Idem onder Monroe                             |
| Samuel L. Southard | Marine             | 1825 - 1829 | Idem onder Monroe                             |
| Peter B. Parker    | Oorlog             | 1828        |                                               |

Washington ·
J. Adams ·
Jefferson ·
Madison ·
Monroe ·
J.Q. Adams ·
Jackson ·
Van Buren ·
W.H. Harrison ·
Tyler ·
Polk ·
Taylor ·
Fillmore ·
Pierce ·
Buchanan ·
Lincoln ·
A. Johnson ·
Grant ·
Hayes ·
Garfield ·
Arthur ·
Cleveland ·
B. Harrison ·
Cleveland ·
McKinley ·
T. Roosevelt ·
Taft ·
Wilson ·
Harding ·
Coolidge ·
Hoover ·
F.D. Roosevelt ·
Truman ·
Eisenhower ·
Kennedy ·
L.B. Johnson ·
Nixon ·
Ford ·
Carter ·
Reagan ·
G.H.W. Bush ·
Clinton ·
G.W. Bush ·
Obama ·
Trump · 
Biden ·
Trump
Jefferson ·
Randolph ·
Pickering ·
Marshall ·
Madison ·
Smith ·
Monroe ·
Adams ·
Clay ·
Van Buren ·
Livingston ·
McLane ·
Forsyth ·
Webster ·
Upshur ·
Calhoun ·
Buchanan ·
Clayton ·
Webster ·
Everett ·
Marcy ·
Cass ·
Black ·
Seward ·
Washburne ·
Fish ·
Evarts ·
Blaine ·
Frelinghuysen ·
Bayard ·
Blaine ·
Foster ·
Gresham ·
Olney ·
Sherman ·
Day ·
Hay ·
Root ·
Bacon ·
Knox ·
Bryan ·
Lansing ·
Colby ·
Hughes ·
Kellogg ·
Stimson ·
Hull ·
Stettinius ·
Byrnes ·
Marshall ·
Acheson ·
Dulles ·
Herter ·
Rusk ·
Rogers ·
Kissinger ·
Vance ·
Muskie ·
Haig ·
Shultz ·
Baker ·
Eagleburger ·
Christopher ·
Albright ·
Powell ·
Rice ·
Clinton ·
Kerry ·
Tillerson ·
Pompeo ·
Blinken ·
Rubio
- Bibsys: 90514459
- Biblioteca Nacional de Chile: 000950323
- Biblioteca Nacional de España: XX1572157
- Bibliothèque nationale de France: cb12284310j (data)
- Catàleg d'autoritats de noms i títols de Catalunya: 981058526237206706
- CiNii: DA01221617
- Gemeinsame Normdatei: 118643789
- International Standard Name Identifier: 0000 0001 2128 2017
- Library of Congress Control Number: n79140988
- Nationale Bibliotheek van Letland: 000239595
- National Archives and Records Administration: 10583041
- Bibliotheek van het Japanse parlement: 001265870
- Nationale Bibliotheek van Tsjechië: jn20011211222
- Nationale bibliotheek van Australië: 36311662
- Nationale Bibliotheek van Israël: 987007257460505171
- Nationale Bibliotheek van Polen: a0000001189298
- Nederlandse Thesaurus van Auteursnamen: 068423020
- Istituto Centrale per il Catalogo Unico: TO0V032389
- LIBRIS: 206577
- SNAC: w6f873mk
- Système universitaire de documentation: 027551482
- Trove: 1245086
- Union List of Artist Names: 500353262
- Biographical Directory of the United States Congress: A000041
- Virtual International Authority File: 36980021
- WorldCat: E39PBJcWp644QW3WB3kyrBm8G3

1. ↑  (en) Can a New Think Tank Put a Stop to Endless War?. The Nation (29 juli 2019). Gearchiveerd op 3 augustus 2019.
2. ↑  Richard Miller (19 september 1996). Miller, William Lee (1996). Arguing About Slavery: The Great Battle in the United States Congress. Alfred A. Knopf.. Oxford University Press, 189–190. ISBN 9780394569222.